# Michael Jacobs (football)
Michael Edward Jacobs, né le 4 novembre 1991 à Rothwell, est un footballeur anglais qui joue en faveur de Northampton Town au poste d'ailier.

## Biographie
Le 27 juin 2015, il rejoint le club de Wigan. Avec cette équipe, il inscrit 10 buts en League One lors de la saison 2015-2016, remportant par la même occasion le titre de champion.
Le 14 septembre 2020, il rejoint Portsmouth.

## Palmarès

### En club
Wolverhampton Wanderers
- Football League One (D3)
  - Vainqueur : 2014

 Wigan Athletic
- Football League One (D3)
  - Vainqueur : 2016 et 2018

 Chesterfield
- National League (D5)
  - Vainqueur : 2024

 Portsmouth
- EFL Trophy
  - Finaliste : 2020